# Sadeq Khalkhali
L’ayatollah Sadeq Ahmadi Givi, plus connu sous le nom de Sadeq Khalkhali (en persan : صادق خلخالی, Sādeq Khalkhalī), né en 1926 et mort le 26 novembre 2003, était un religieux chiite iranien, principalement connu pour son poste de chef des tribunaux révolutionnaires iraniens. Il a été tellement expéditif dans sa manière de rendre la justice qu’il est connu sous le surnom de « Juge qui pend » ou du « boucher ». Il a également inventé le concept de « culpabilité évidente », selon lequel l’accusé est présumé coupable si ses crimes paraissent évidents avant le début du procès.   
Khalkhali est connu pour avoir été l'un des disciples de Khomeini dès 1955 et aurait reconstruit l'ancienne société secrète d'assassins islamiques connue sous le nom de Fadayan-e Islam après sa suppression dans les années 50.

## Histoire
Fils d'un fermier d'origine azerbaïdjanaise iranienne et né à Givi (province d'Ardabil en Iran), Sadeq Khalkhali est issu d’une famille de religieux d’origines modestes et aux idées politiques radicales. Pendant le règne de Mohammad Reza Pahlavi, il a été exilé à plusieurs reprises, notamment pour avoir traité Cyrus le Grand de « sodomite dégénéré ». 
Il a été choisi par l’ayatollah Khomeini le 24 février 1979 pour être le chef des tribunaux révolutionnaires nouvellement établis et pour rendre les décisions islamiques. 
Au début de la révolution, il condamna à mort des centaines d'anciens fonctionnaires du régime Pahlavi pour des accusations telles que « propagation de la corruption sur terre » et « guerre contre Dieu ». La plupart des condamnés n'avaient pas accès à un avocat ou à un jury. Parmi eux, les plus célèbres sont Amir Abbas Hoveida, premier ministre du chah pendant huit ans, le général Nader Djahanbani, ou Nematollah Nassiri, ancien chef de la SAVAK, la police secrète durant la dynastie des Pahlavi. 
Il a même parfois appliqué la sentence lui-même. Concernant Amir Abbas Hoveida, les appels à la clémence ont afflué du monde entier et Khalkhali aurait reçu l'ordre par téléphone d’annuler l'exécution. Khalkali aurait alors rendu visite en personne à Hoveida et lui tira dessus lui-même ou ordonna à un serviteur de commettre l'acte en déclarant à la personne à l'autre bout du fil : "Je suis désolé, la sentence a déjà été exécutée". Dans une autre version de l'histoire, Khalkhali présidant l'exécution de Hoveida, se serait assuré que les liens de communication entre la prison de Qasr et le monde extérieur soient coupés, "pour empêcher toute intercession de dernière minute en sa faveur par Mehdi Bazargan, le Premier ministre provisoire ". En jugeant Hoveida, Khalkhali a effectivement sapé la position du Premier ministre provisoire de la Révolution islamique, le modéré Mehdi Bazargan, qui désapprouvait la Cour révolutionnaire islamique et cherchait à établir la réputation de justice et de modération de la Révolution. 
Khomeini le charge ensuite de s’occuper du problème des Kurdes qui réclament leur autonomie au cours de la révolution, ainsi que d’autres autonomistes, puis des trafiquants de drogue. Il affirme dans une interview qu'il a dû exécuter moins de 1 000 personnes au plus fort de ses activités, le tribunal révolutionnaire de Khalkhali a condamné à mort "jusqu'à 60 Kurdes par jour".
Certains de ses critiques signalent qu'il a séjourné dans une institution psychiatrique dans sa jeunesse, et qu'il éprouvait du plaisir à étrangler des chats,.
Khalkhali était connu pour son antipathie envers l'Iran préislamique. En 1979, il écrivit un livre désignant le roi Cyrus le Grand comme un "tyran, un menteur et un homosexuel". En avril 1980, il détruit la tombe de Reza Shah et d’autres membres de la famille Pahlavi, au sud de Téhéran, aidé par 200 gardes révolutionnaires. Ayant appelé à la destruction du Tombeau de Cyrus et des restes du palais persan de deux mille ans à Chiraz, il essaiera de détruire le site archéologique de Persépolis, une cité royale Achéménide, mais en sera empêché par le gouverneur de la province du Fars et des habitants qui se défendront à coups de jets de pierres. 
Pendant la crise iranienne des otages, il apparait à la télévision en train de pousser les corps brûlés des agents américains à la suite du crash de deux hélicoptères envoyés en Iran dans le cadre de l'opération Eagle Claw. 
Khalkhali, dans ses fonctions au sein du gouvernement révolutionnaire islamique, s'est donné pour mission d'éliminer la communauté baha’ie en Iran (la plus grande minorité religieuse non musulmane). Les baha’is ont été privés de tous les droits civils et humains qui leur avaient été précédemment reconnus et plus de 200 ont été exécutés ou tués au cours des premières années de la République islamique. Tous les biens baha’is ont été saisis, y compris son site le plus sacré, la Maison des Báb à Chiraz, qui a été remise par le gouvernement à Khalkhali pour les activités du Fada'iyan-e-Islam. Le site a ensuite été rasé ainsi que tout le quartier, pour construire une mosquée et une nouvelle route. En plus de présider le tribunal révolutionnaire islamique qui a entraîné l'exécution de dizaines de membres des conseils baha’is élus, Khalkhali a assassiné un baha’i, Muhammad Muvahhed, qui avait disparu en 1980 dans le système carcéral révolutionnaire. Il a été rapporté plus tard que Khalkhali s'est personnellement rendu dans la cellule de Muvahhed, a exigé qu'il renonce à sa foi et devienne musulman. Quand Muvahhed refusa, Khalkhali se couvrit le visage d'un oreiller et lui tira une balle dans la tête. 
En décembre 1980, considéré comme indésirable par les dirigeants de la république islamique, il est forcé à démissionner par le président de l'Iran, Abolhassan Bani Sadr, car il ne peut pas justifier la disparition de plusieurs millions de dollars à la suite des saisies effectuées sur des trafiquants de drogue et aux amendes infligées par le tribunal qu'il dirigeait. 
Il sera ensuite député de Qom au Majles (Parlement iranien) pendant deux législatures consécutives (8 ans). Après la mort de Khomeini en 1989, il perd ses appuis au sein du régime. Il verra sa candidature au Parlement puis à l'Assemblée des experts invalidée par le conseil des Gardiens en 1989 puis 1991.   
Après l’élection de Mohammad Khatami en 1997, il exprime son soutien au mouvement de réforme politique et prend la défense de dissidents politiques. 
Dans une interview menée par Serge Michel pour Le Figaro en 2000, interrogé sur la possibilité qu’il puisse comparaître devant la justice internationale, il répond qu'il n’a rien fait de mal, sinon Khomeini le lui aurait dit. Il aurait déclaré : "Si mes victimes revenaient sur terre, je les exécuterais à nouveau, sans exception".

## Fin de carrière et mort
Khalkhali se retira à Qom, où il enseigna aux séminaristes islamiques chiites.
Il meurt le 26 novembre 2003, à l'âge de 77 ans, des suites d'un cancer et d'une maladie cardiaque. Au moment de sa mort, le président du Parlement, Mehdi Karoubi, a salué la performance du juge dans les premiers temps de la révolution.

## Vie familiale et personnelle
Khalkhali était marié et avait un fils et deux filles. Sa fille, Fatemeh Sadeqi, bien que née dans un environnement islamique restrictif, a fait des études universitaires, a obtenu un doctorat et est maintenant connue pour ses opinions laïques. Elle est l'auteur de "Why We Say No to Forced Hijab" - un document largement diffusé en 2008.